# Fritz Rehm
Pour les articles homonymes, voir Rehm.
Fritz Rehm (1871-1928) est un peintre, illustrateur, affichiste et designer allemand, rattaché au Jugendstil.

## Biographie

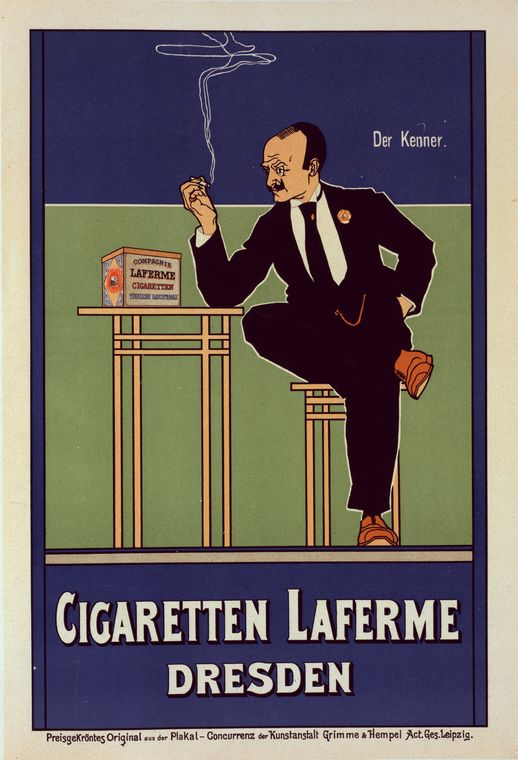
Affiche pour une marque de cigarettes (1896).

La vie de Fritz Rehm est à ce jour fort peu connue. Issu d'un milieu catholique, son père possédait une entreprise. Il s'inscrit à l'Académie des beaux-arts de Munich en avril 1890 et reçoit l'enseignement du sculpteur Syrius Eberle. 
En 1896, il produit l'une de ses premières et plus fameuses affiches, Cigaretten Laferme, imprimée à Leipzig. En 1898, il est l'un des rares graphistes allemands que Jules Chéret sélectionne pour sa revue Les Maîtres de l'affiche (1895-1900).
En 1897, il collabore à Jugend, la nouvelle revue hebdomadaire munichoise créée par Georg Hirth et Fritz von Ostini, laquelle initie, parmi d'autres supports et événements, le mouvement Jugendstil. Rehm entre également en relation avec Otto Fischer établit à Dresde, qui fut le promoteur du « style affiche » (Plakatstil), le pendant art nouveau de ce médium publicitaire qui connaît alors un essor considérable à Paris et dans la plupart des grandes villes occidentales. 
Il expose à la Sécession viennoise et ouvre ensuite son propre atelier.
Entre 1905 et 1914, se tournant vers l'art décoratif, il travaille comme designer pour l'entreprise Peill & Söhn (Düren), spécialisée dans la production d'objets en verre de luxe, ainsi que pour Lauchhammer Bildguss, une société munichoise qui produit de petites sculptures en bronze.
L'atelier de Rehm, qui obéit à de nombreuses commandes (design d'objets, plaquettes publicitaires, encarts, cartes de visite, cartes postales) ne semble pas avoir été très actif durant la Première Guerre mondiale.

## Sélection d'affiches
- Der Kenner Cigaretten Laferme Dresden, 1896
- Multiplex Gasfernzünder Berlin, 1897
- Otto Perutz Trockenplatten Fabrik München, 1898 [affichette]
- Norddeutscher Lloyd Bremen Passage Bureau Rominger Stuttgart, 1903
- Victoria Fahrrad-Werke Act. Ges. Nürnberg, 1900
- Victoria Werke AG Nürnberg, 1900
- Bayr. Motoren & Automobil - Ges. Gmbh München, [1900]
- Süssstof [sic] Hochst Stärkstes & Billigstes Süssmittel, [1907]
- Hans Sollfrank Cigarren Cigaretten, 1908
- Ausstellung der Vereinigten Werkstätten für Kunst und Handwerk, 1909
- I Pringer Rosental Manufaktur Modewaren Wäsche, 1911